# 島津佳那
島津 佳那（しまづ かな、1999年 - ）は、女性ソフトテニス選手。

## 来歴
東京女子体育大学。

## 四大国際大会戦績
- 2019世界ソフトテニス選手権 - ダブルス銀メダル（林田リコ・島津佳那）、国別対抗団体戦金メダル

## 主な戦績
- 2019 全日本学生選手権　優勝（林田・島津）
- 2019 皇后杯全日本ソフトテニス選手権大会　優勝（林田・島津）
- 2019 全日本学生インドア　優勝（林田・島津）